# Fevzi Zemzem
Fevzi Zemzem (Alessandretta, 27 giugno 1941 – 21 marzo 2022) è stato un calciatore e allenatore di calcio turco, di ruolo attaccante.

## Carriera

### Giocatore
Fu capocannoniere del campionato turco nel 1968.

## Palmarès

### Giocatore

#### Club
- Coppa di Turchia: 2

Göztepe: 1968-1969, 1969-1970
- Supercoppa di Turchia: 1

Göztepe: 1970

#### Individuale
- Capocannoniere della Süper Lig: 1

1967-1968 (19 gol)